# Villa Medicea di Montevettolini

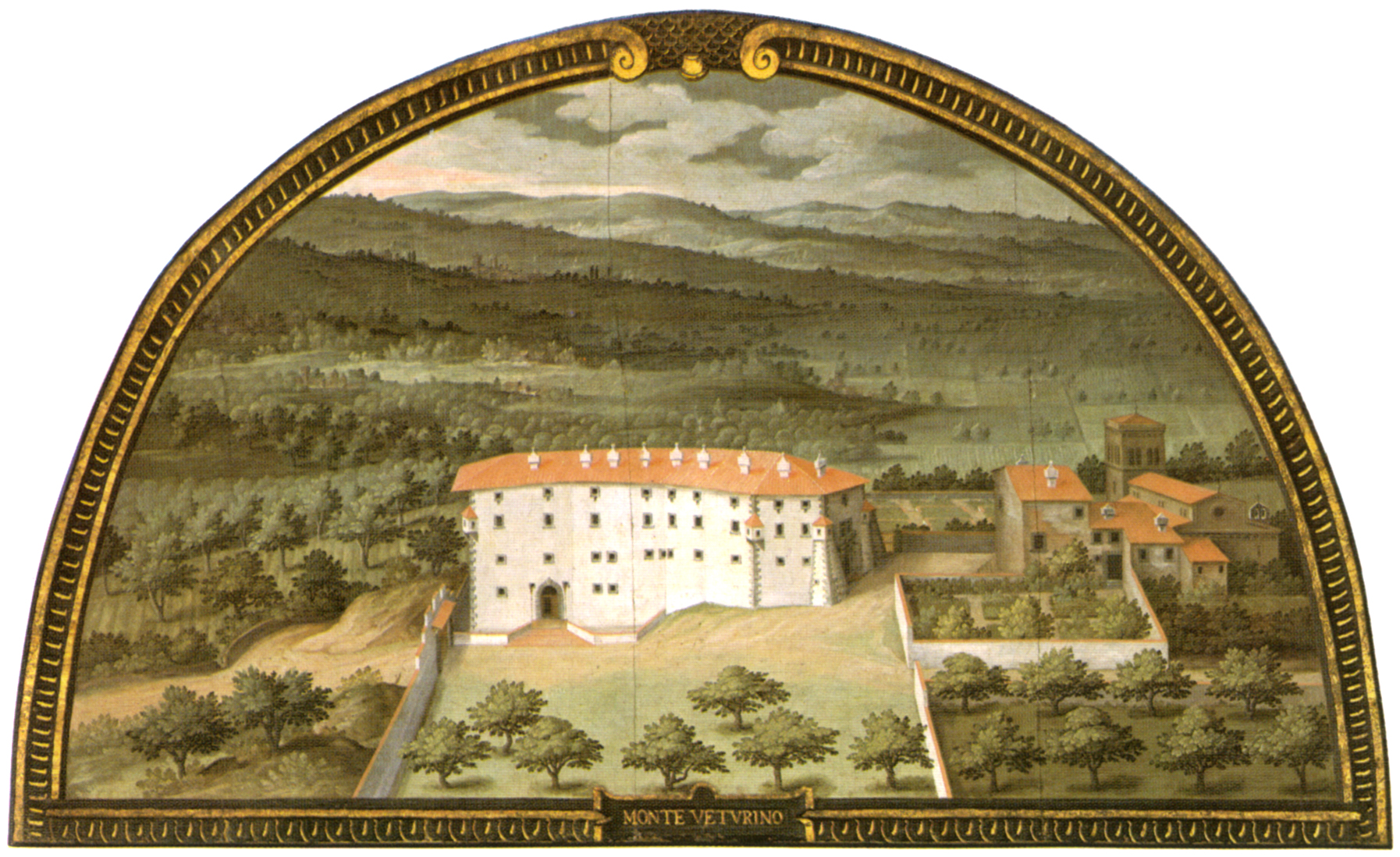
A Villa Medicea di Montevettolini representada numa luneta de Giusto Utens, Museo di Firenze com'era, Florença.

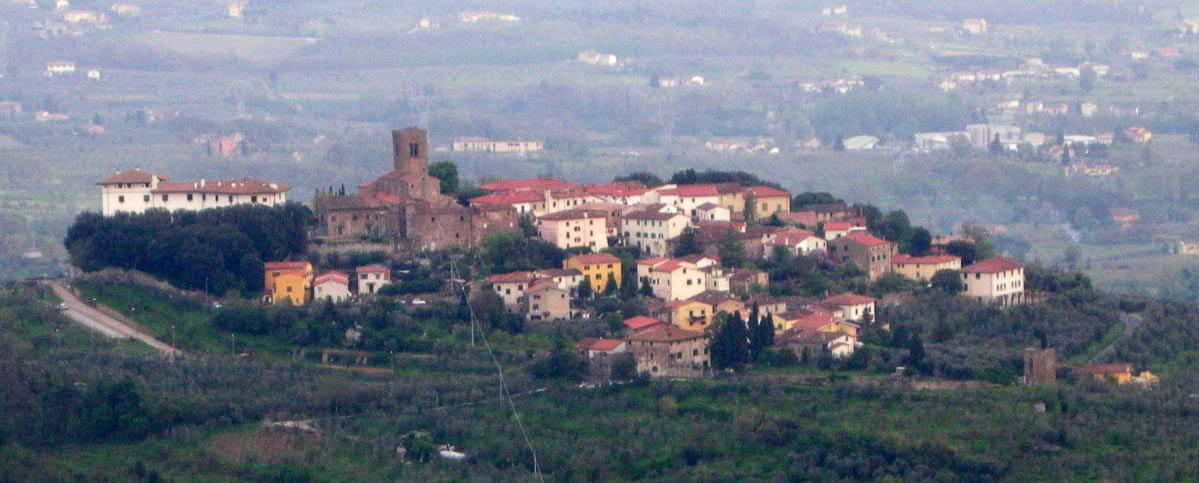
Montevettolini hoje

A Villa Medicea di Montevettolini é um palácio italiano que se encontra numa pequena fracção da comuna de Monsummano Terme, na Província de Pistoia.
também chamada de Monte Veturino, a villa foi construída depois de 1595, por encomenda de Fernando I de Médici, numa alta colina nas encostas do Monte Albano, onde se encontrava uma imensa reserva de caça grão-ducal, o chamado Barco Reale.
Encarregou-se da edificação o arquitecto Gherardo Mechini, aluno de Bernardo Buontalenti, o qual incorporou algumas estruturas mais antigas da antiga aldeia medieval, em particular uma rocha e um segmento de parede. Foi terminada nos primeiros vinte anos do século XVII e o resultado foi uma villa de aspecto severo e compacto, com planta poligonal, imponente sobre o território circundante, a pique em dois lados do vale, reforçada com  barbacã, com pequenas janelas e garitas angulares de observação.

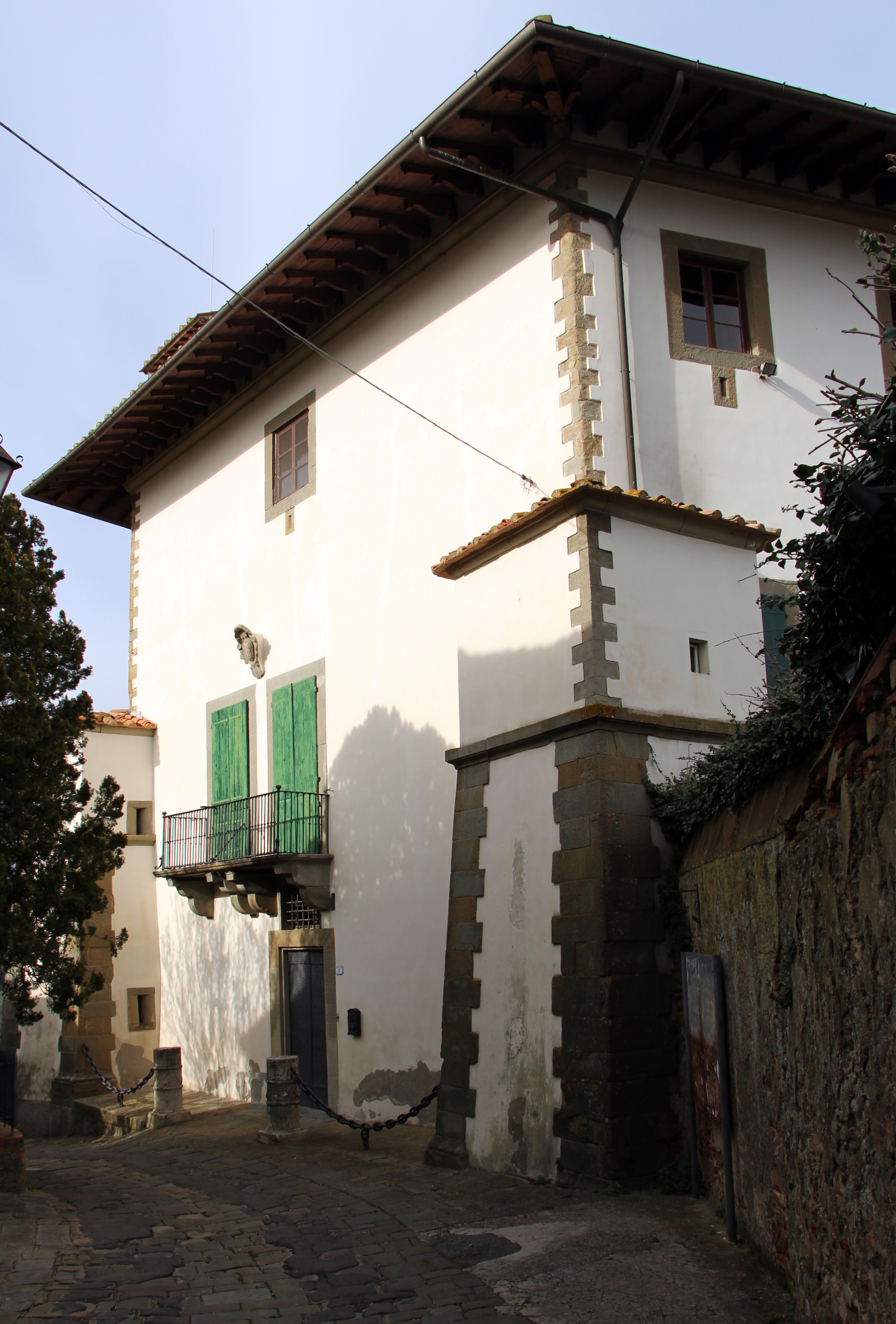
Vista lateral da Villa Medicea di Montevettolini.

O seu aspecto recorda, desde modo, mais uma fortaleza defensiva que uma villa para estadias de lazer (como a coeva Villa di Artimino), fazendo de centro administrativo das propriedades dos Médici no Baixo Valdinievole.
A villa foi representada por Giusto Utens na série de lunetas sobre as villas dos Médici pintadas a fresco na Sala das Villas da Villa di Artimino, sendo possível ver alguns detalhes que já não existem, como a torreta de guarda suspensa, as numerosas lareiras e as duas hortas muradas, uma com árvores e a outra com canteiros geométricos à italiana.
A villa, usada frequentemente por Fernando I, foi vendida pelo seu neto Fernando II com garnde parte dos terrenos circundantes, com uma escritura datada de 17 de Agosto de 1650.
Passou, então, à família Bartolomei, que a manteve até 1871, quando foi vendida ao Príncipe Marcantonio Borghese, que, como na Villa Medicea di Cafaggiolo, empreendeu numerosos trabalhos de restauro, neste caso procurando recuperar o aspecto quinhentista da villa que na época já se encontrava comprometido. Actualmente é detida pelos herdeiros da família Borghese, pelo que não é visitável pelo público.